# Aporophyla britannica
Aporophyla britannica är en fjärilsart som beskrevs av Otto Staudinger 1869. Aporophyla britannica ingår i släktet Aporophyla och familjen nattflyn. Inga underarter finns listade i Catalogue of Life.